# Tskaltoebo (gemeente)
Tskaltoebo (Georgisch: წყალტუბოს მუნიციპალიტეტი, Tskaltoebos  munitsipaliteti) is een gemeente in het westen van Georgië met 39.227 inwoners (2024) en een oppervlakte van 700,1 km², gelegen in de regio (mchare) Imereti. De stad gelijknamige stad is het bestuurlijke centrum van de gemeente die deels in het Colchis Laagland en deels in het Ratsjagebergte ligt. De rivier Rioni stroomt door de gemeente.

## Administratieve onderverdeling
De gemeente Tskaltoebo is administratief onderverdeeld in 16 gemeenschappen (თემი, temi) met in totaal 49 dorpen (სოფელი, sopeli) en één stad (ქალაქი, kalaki), het bestuurlijk centrum Tskaltoebo.

## Bestuur
De gemeenteraad van Tskaltoebo (Georgisch: საკრებულო, sakreboelo) wordt elke vier jaar gekozen in een gemengd kiesstelsel. Een deel wordt via enkelvoudige kiesdistricten gekozen en een deel via evenredige vertegenwoordiging van gesloten partijlijsten, waarvoor een kiesdrempel geldt van drie procent.
| Samenstelling Sakreboelo (zetels per partij) | Samenstelling Sakreboelo (zetels per partij) | Samenstelling Sakreboelo (zetels per partij) | Samenstelling Sakreboelo (zetels per partij) | Samenstelling Sakreboelo (zetels per partij) |
| Partij                                       | Partij                                       | 2014                                         | 2017                                         | 2021                                         |
| -------------------------------------------- | -------------------------------------------- | -------------------------------------------- | -------------------------------------------- | -------------------------------------------- |
|                                              | Georgische Droom (GD)                        | 22                                           | 27                                           | 25                                           |
|                                              | Verenigde Nationale Beweging (UNM)           | 6                                            | 5                                            | 13                                           |
|                                              | Overige partijen                             | 4                                            | 2                                            | 1                                            |
| Totaal                                       | Totaal                                       | 32                                           | 34                                           | 39                                           |

## Demografie
Begin 2022 telde de gemeente Tskaltoebo 44.599 inwoners, een daling van 31% ten opzichte van de volkstelling van 2014. Het aantal inwoners in de hoofdplaats Tskaltoebo nam in diezelfde periode af met 34%.
| Bevolkingsontwikkeling van de gemeente Tskaltoebo                       | Bevolkingsontwikkeling van de gemeente Tskaltoebo | Bevolkingsontwikkeling van de gemeente Tskaltoebo | Bevolkingsontwikkeling van de gemeente Tskaltoebo | Bevolkingsontwikkeling van de gemeente Tskaltoebo | Bevolkingsontwikkeling van de gemeente Tskaltoebo | Bevolkingsontwikkeling van de gemeente Tskaltoebo | Bevolkingsontwikkeling van de gemeente Tskaltoebo | Bevolkingsontwikkeling van de gemeente Tskaltoebo | Bevolkingsontwikkeling van de gemeente Tskaltoebo | Bevolkingsontwikkeling van de gemeente Tskaltoebo | Bevolkingsontwikkeling van de gemeente Tskaltoebo |
|                                                                         | 1923                                              | 1939                                              | 1959                                              | 1970                                              | 1979                                              | 1989                                              | 2002                                              | 2014                                              | 2020                                              | 2024                                              |                                                   |
| ----------------------------------------------------------------------- | ------------------------------------------------- | ------------------------------------------------- | ------------------------------------------------- | ------------------------------------------------- | ------------------------------------------------- | ------------------------------------------------- | ------------------------------------------------- | ------------------------------------------------- | ------------------------------------------------- | ------------------------------------------------- | ------------------------------------------------- |
| Gemeente Tskaltoebo                                                     | -                                                 | -                                                 | 62.389                                            | 67.086                                            | 69.738                                            | 75.061                                            | 73.889                                            | 56.883                                            | 47.867                                            | 39.227                                            |                                                   |
| Tskaltoebo (stad)                                                       | -                                                 | 3.409                                             | 11.575                                            | 16.572                                            | 17.658                                            | 21.280                                            | 16.841                                            | 11.281                                            | 9.313                                             | 7.378                                             |                                                   |
| Verantwoording data: Bevolkingsstatistiek Georgië 1897 tot heden. Noot: |                                                   |                                                   |                                                   |                                                   |                                                   |                                                   |                                                   |                                                   |                                                   |                                                   |                                                   |

### Etniciteit en religie

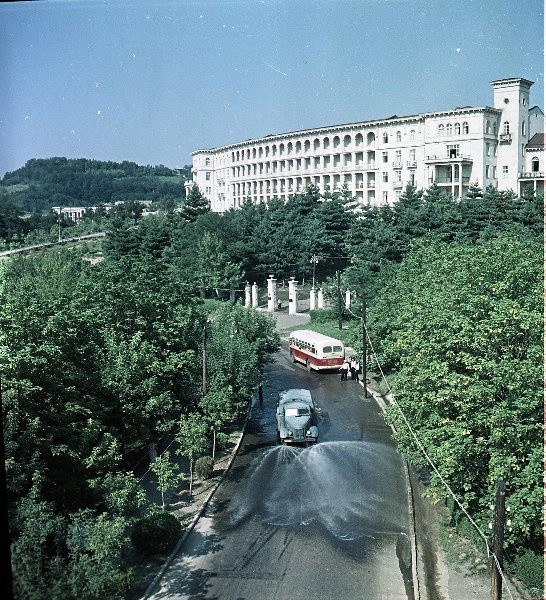
De stad Tskaltoebo is bekend geworden om de Sovjet sanatoria

De bevolking van de gemeente was volgens de volkstelling van 2014 vrijwel geheel mono-etnisch Georgisch (99,5%). De grootste etnische minderheid waren de bijna 150 Russen. Verder woonden er enkele tientallen Oekraïners en Armeniërs. De religieuze samenstelling volgt de etnische: 99% is Georgisch-Orthodox, met een enkele tientallen moslims, jehova's en kleinere aantallen katholieken en protestanten als religieuze minderheden.

## Vervoer
Een belangrijk deel van de infrastructuur van Tskaltoebo draait om de westelijke en noordelijke regionale toegangswegen naar en van regio hoofdstad Koetaisi. Door het zuiden van de gemeente loopt de belangrijke autosnelweg S1 / E60 (Tbilisi - Zoegdidi) met afslagen voor Koetaisi en de Luchthaven Koetaisi. Vanuit het noorden, uit de regio Ratsja-Letsjchoemi en Kvemo Svaneti komen de nationale route Sh15 en Sh16 (Osseetse Militaire Weg). In oost-west richting doorkruist de Sh12 (Koetaisi - Choni - Samtredia de gemeente. In 1935 opende de Koetaisi - Tskaltoeboe spoorlijn voor het beroemde kuuroord, maar in de 21e eeuw rijden er geen treinen meer. Op het grondgebied van de gemeente ligt de tweede luchthaven van het land, de internationale luchthaven van Koetaisi.